# Сесіль Рено
Сес́іль Рено́ (1774–1794) — роялістка, страчена під час революційного терору у Франції. 
Була заарештована в будинку Робесп'єра, де її знайшли з двома ножами. Звинувачена в замаху на Робесп'єра, гільйотинована разом з сім'єю 17 червня 1794 року (29 преріаля ІІ року республіки). Крім Сесіль Рено, того дня вбили ще 53 осіб, звинувачених у підготовці замаху на Робесп'єра.

## Замах на вбивство
Рено підійшла до будинку Робесп'єра ввечері 22 травня 1794 року, несучи під пахвою згорток, кошик, а також будучи одягненою в додатковий одяг, що приховував її зброю. Вона змогла успішно проникнути в будинок Робесп'єра, оскільки молода дівчина, якій на той час було всього близько 19 або 20 років, не викликала особливих побоювань. Стражники Робесп'єра спочатку дозволили Рено побачити його, але вимагали, щоб вона кілька годин прочекала в прихожій.
Прочекавши кілька годин і проявивши нетерпіння, Рено вимагала від вартових, щоб Робесп'єр негайно зустрівся з нею, сказавши, що «публічна людина повинна завжди приймати тих, кому випала нагода звернутися до нього». У відповідь її заарештували, на що вона сказала, що їй просто було цікаво подивитися, «який вигляд має тиран». Рено також заявила своїм стражникам, що 'краще мати одного короля, ніж 50 000 (згідно з деякими джерелами, вона назвала цифру 60 000).
Стражники Робесп'єра обшукали одяг і кошик Рено і виявили ножі, призначені для вбивства Робесп'єра, різні папери і свіжий змінний одяг. Помістивши її під арешт, Робесп'єр і його охорона пов'язали цю спробу нападу з випадками замахів, що траплялися раніше під час епохи терору. До таких насамперед належало вбивство Жана-Поля Марата Шарлоттою Корде в 1793 році.
Ті, хто розслідував справу Рено, також припустили, що її спроба замаху була викликана почуттям помсти, оскільки її коханого незадовго до цього було засуджено до страти через гільйотину Комітетом суспільного порятунку.

## Суд та страта
Під час допиту Рено заявила, що змінний одяг призначався для її перебування у в'язниці, якщо її затримають. Вона також наполягала на тому, що "вона ніколи в житті не завдавала шкоди жодній живій істоті". Рено говорила, що очікує страти на гільйотині і хотіла б бути одягнена в пристойну сукню в цьому випадку. Їй же видали лахміття для носіння під час свого ув'язнення. Робесп'єр також притягнув до суду батька, брата і тітку Рено, зарахованих до співучасників замаху. Усіх трьох було засуджено до смертної кари. Серед істориків точаться суперечки про те, чи брала Рено із собою будь-яку зброю під час свого нещасливого візиту до Робесп'єра, чи ця спроба була виключно емоційним поривом. Її зізнання в підтримці роялістів, імовірно, підтверджує існування і призначення прихованих нею ножів.
Під час суду Рено критикувала звинувачення Антуана Кантена Фук'є-Тенвіля і висміювала раду, яка проводила над нею суд. За чутками, Рено лише ненадовго виявила занепокоєння, коли піднімалася на ешафот. Потім вона посміхнулася і радісно підійшла до гільйотини, коли підійшла її черга бути страченою. Страта Сесіль Рено, а також членів її сім'ї та друзів розцінювалася Комітетом громадського порятунку як покарання за змову роялістів.